# سم کیم
سم کیم (کره‌ای: 샘김؛ زادهٔ ۱۹ فوریه ۱۹۹۸) خواننده، ترانه‌پرداز و تهیه‌کننده موسیقی اهل ایالات متحده آمریکا است. او در برنامه کی-پاپ استار ۳ (۲۰۱۴) به جایگاه دوم رسید. او به صورت رسمی حرفه موسیقی خود را در ۱۰ آوریل ۲۰۱۶ با انتشار آلبوم چندآهنگهٔ من سم هستم آغاز کرد و سپس در ۲۲ نوامبر ۲۰۱۸ آلبوم خورشید و ماه را منتشر کرد.